# Lui è mio
Lui è mio (Partners) è un film statunitense a tematica gay del 1982 diretto da James Burrows.

## Trama
Dopo un omicidio avvenuto nella comunità gay di Los Angeles un poliziotto eterosessuale, il sergente Benson, viene assegnato al caso sottocopertura in una finta coppia omosessuale con l'ufficiale Kerwin, un archivista. Kerwin crede, ingenuamente, che alla centrale di polizia nessuno sappia che è omosessuale, sebbene l'intero dipartimento sia a conoscenza del suo orientamento sessuale.
Durante le indagini la coppia di agenti scopre l'esistenza di un precedente omicidio e apprende che entrambe le vittime sono apparse nella stessa rivista gay.

## Produzione
I ruoli principali furono originariamente offerti a Clint Eastwood e Woody Allen. Eastwood espresse interesse per il film a condizione che ci fosse anche Allen, ma Allen rifiutò.

### Budget
Lui è mio era uno dei sei film a basso costo messi in produzione dalla Paramount Pictures nel 1981 prima di un imminente sciopero dei registi, con un budget medio che si aggirava tra i 4 e gli 8 milioni di dollari americani (Lui è mio ha goduto di un budget di 6 milioni di dollari americani). La Paramount in quel periodo era interessata a vedere i risultati di un processo di pre-produzione abbreviato. Gli altri film erano: State uniti in America, Scuola di sesso, I'm Dancing as Fast as I Can, Cane bianco e Ufficiale e gentiluomo. Un settimo film, Young Lust, fu ceduto a un'altra casa di produzione.

## Accoglienza

### Incassi
Il film ha incassato complessivamente 6.062.898 dollari americani. Fu definito un fallimento finanziario e l'allora capo della Paramount, Barry Diller, in seguito dichiarò: "Partners è stata l'essenza di un film mal fatto, in parte perché si è affrettata l'uscita nelle sale".

### Critica
Rex Reed scrivendo per il New York Post disse: "L'ultimo crimine di Hollywood contro l'umanità in generale e gli omosessuali in particolare è uno stupido creepshow chiamato Partners - stupido, insipido e omofobico, questo film squallido e superficiale implica che dei poliziotti gay non ci si può fidare e che essi non dovrebbero lavorare a contatto con i poliziotti eterosessuali perché potrebbero innamorarsi di loro ". Anche Gene Siskel si ritenne offeso dall'opera e in seguito lo definì: "uno dei peggiori film del 1982".

## Riconoscimenti
Il film venne incluso nei Razzie Awards del 1989 per la nomination di Ryan O'Neal come peggior attore del decennio.